# Bernard Dartigues
Pour les articles homonymes, voir Dartigues.
 (janvier 2020).
Bernard Dartigues est un cinéaste français.

## Biographie
Ayant appartenu à la promotion Philippe de Broca (1963-1965) de l'École nationale de photographie et cinématographie, il réalise son premier court métrage Plan Comptable avec Jacques Faber pour interprète et il assure le montage de La Chasse réalisé par Christian Chauderuge et interprète par Juliette Villard, Jacques Faber et Jean-Claude Isler.
Assistant réalisateur à l'ORTF, il devient celui de Jacques Demy et de Philippe de Broca avant d'être chef opérateur entre autres de Jean-Michel Barjol, Albert Lamorisse et Robert Lapoujade et chef monteur pour Pierre Desgraupes (Cinq colonnes à la une), Jacques Nahum, Jean Cosmos, Jean Chapot et Jacques Doillon.
Il réalise de nombreux spots publicitaires et une quarantaine de courts métrages pour l'Office national du film du Canada, l'Institut géographique national, la Cinémathèque du Ministère de l'Agriculture, le Seuil Audiovisuel, Les Films du Centaure, Intervidéo, Antenne 3, FR3 et des documentaires de création, dont Le Mal du Pays (52 minutes) produit par Antenne 2 et LMK (Le Monde/MK2).
Il fut vice-président de la Société des réalisateurs de films et président du Festival des Premiers Films (organisé par la S.R.F. et l'A.C.R.I.F.). En 1986, en association avec Jean-Louis Leone, il crée sa propre structure de production de longs métrages Melocartoon.

## Filmographie
Au sein de Mélocartoon, il réalise sous forme de longs métrages les spectacles du comédien Philippe Caubère.
- 1995 : Les Enfants du soleil
- 1997 : Ariane ou l'âge d'or
- 1997 : Jours de colère
- 1997 : Les Marches du palais
- 1999 : Aragon - L'an 2000 n'aura pas lieu
- 2002 : La Fête de l'amour
- 2002 : Le Triomphe de la jalousie

## Prix et distinctions
- Prix Georges-Sadoul 1983 pour La Part des choses
- Prix du Public au Festival Jeune Cinéma de Belfort
- Sélection par la Fondation Guggenheim à New York
- Sélection Tübingen (Allemagne) pour le film La Part des Choses
- Prix du Patrimoine Ethnologique (Ministère de la Culture) pour Le Mal du Pays
- Nombreux prix pour des courts métrages, notamment à Berlin, Santarem, Saragosse, Prague[réf. nécessaire].